# Manuel Isidoro Pérez Sánchez
Manuel Isidoro Pérez Sánchez (Pozo de Guadalajara, España, 4 de abril de 1774-¿Madrid?, España, 1840). Fue obispo católico de la diócesis de Antequera, Oaxaca.
Obispo sucesor de Antonio Bergosa y Jordán en la entonces diócesis de Antequera en México, cuando todavía era Nueva España pero estaba en marcha el movimiento revolucionario que terminó en la Independencia de México, en la que tuvo un papel muy importante el estamento eclesiástico (curas Hidalgo, Morelos, Cárdenas ...). Confirmado como obispo en 1819, ejerció a partir de 1820 y renunció al cargo en 1837, quedando como Obispo Emérito de esa misma diócesis. En 1830 estaba en España, porque participó en las exequias habidas en El Monasterio de San Lorenzo de El Escorial, por el infante niño  Eduardo Felipe María (†22-10-1830), hijo del infante  D. Francisco de Paula Antonio y de Doña Luisa Carlota de Borbón-Dos Sicilias. Le sucedió Jose Epigmenio Villanueva y Gómez de Eguiarreta (23 de diciembre de 1839 - 13 de mayo de 1840).